# Cisnormatività

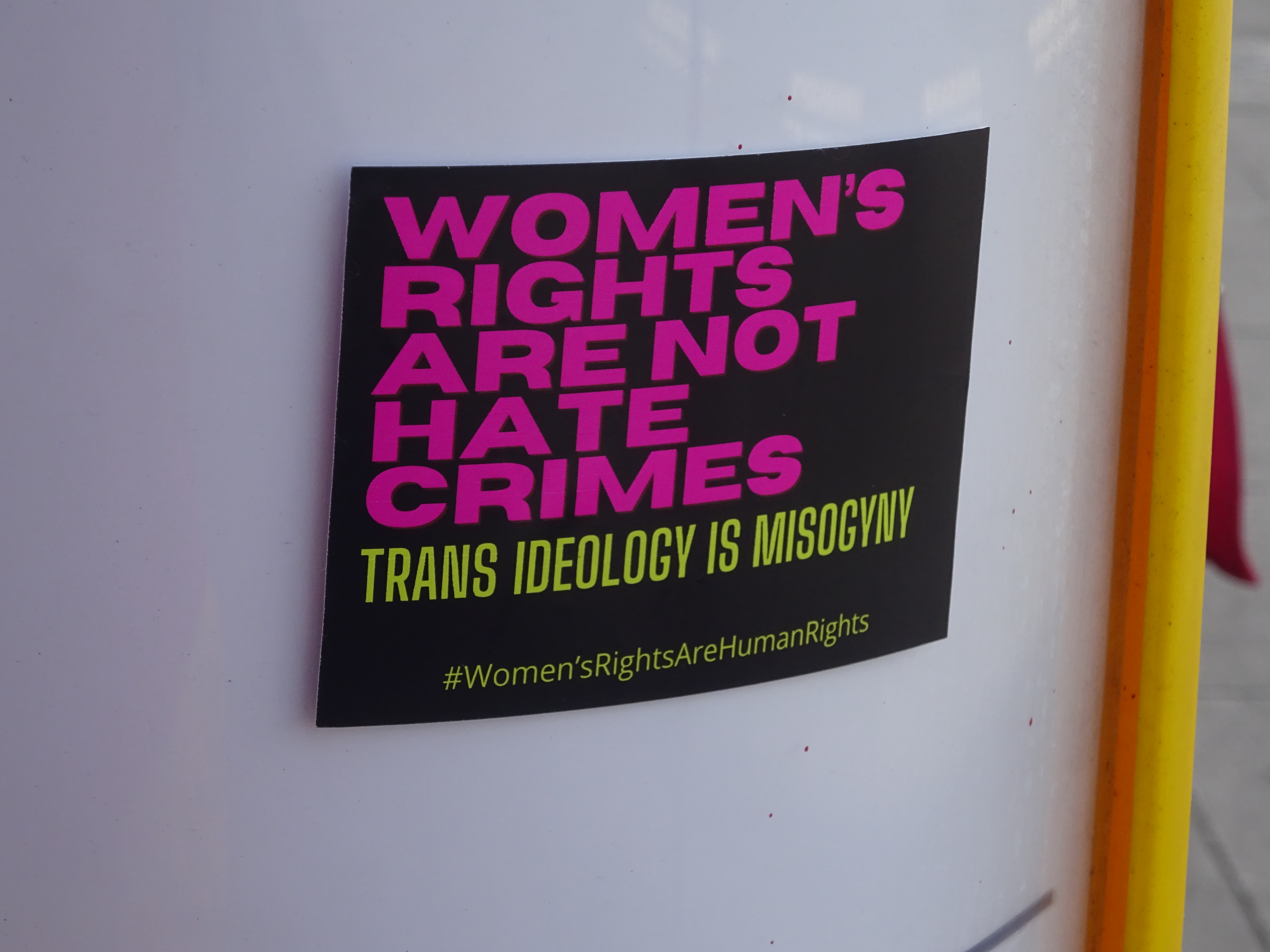
"Negli ultimi anni, una forma di femminismo nota come femminismo radicale trans-esclusivo (TERF) ha contenuto argomenti cisnormativi simili a quelli dei conservatori sociali, promuovendo la denigrazione delle persone con un'esperienza vissuta trans sotto le spoglie di un femminismo 'critico di genere'."

Gli spazi suddivisi in base al sesso possono rafforzare la cisnormatività.

La cisnormatività o presupposto cissessuale è il presupposto che tutti siano, o dovrebbero essere, cisgender. Il termine può inoltre riferirsi a una gamma più ampia di presunzioni sull'assegnazione di genere, come la presunzione di un binarismo di genere o aspettative di conformità ai ruoli di genere anche quando le identità transgender sono altrimenti riconosciute. La cisnormatività è una forma di cisgenderismo, un'ideologia che promuove varie idee normative sul genere, fino all'invalidazione delle identità di genere degli individui, analogamente all'eterosessismo o all'abilismo.
La cisnormatività si manifesta nel linguaggio come una separazione tra persone cisgender e transgender, dove gli individui cisgender sono considerati "normali" e le persone transgender un'eccezione. Una legislazione cisnormativa può richiedere diagnosi di salute mentale o sterilizzazione come precondizione per il riconoscimento legale dell'identità di genere di una persona transgender, e la cisnormatività nell'assistenza sanitaria fa sì che le persone transgender abbiano difficoltà a trovare medici competenti nell'assistenza sanitaria transgender, o siano costrette in spazi suddivisi in base al sesso in cui si sentono a disagio. Ciò induce ulteriormente alcune persone transgender a evitare l'assistenza medica o a evitare di rivelare il loro stato transgender ai professionisti.
La cisnormatività è strettamente legata all'eteronormatività. La combinazione delle due, definita etero-cis-normatività o cisheteronormativity, rappresenta la visione socialmente dominante secondo cui sesso, genere e orientamento sessuale sono tutti congruenti.

## Definizione
La transfemminista Julia Serano scrive in Whipping Girl che "[l'ipotesi cissessuale] si verifica quando un cissessuale fa l'ipotesi comune, seppur errata, che il modo in cui sperimenta il suo sesso fisico e subconscio […] si applichi a tutti gli altri nel mondo". Sostiene che le persone cisgender "proiettano indiscriminatamente" la loro esperienza di identità di genere su tutti gli altri, "trasformando la cissessualità in un attributo umano che viene dato per scontato". Il termine cisnormatività è stato coniato in un articolo del 2009 pubblicato sul Journal of the Association of Nurses in AIDS Care (JANAC), che definisce la cisnormatività come "l'aspettativa che tutte le persone siano cissessuali". The SAGE Encyclopedia of Trans Studies afferma che la cisnormatività è "la presunzione che la maggior parte delle persone si conformi, o dovrebbe conformarsi, alle norme sull'assegnazione di genere nella propria società". Elabora: "il comportamento 'cisnormativo' varia a seconda delle norme di genere in vigore in una data società. Ad esempio, in alcune società, avere solo 'donna' e 'uomo' come categorie di genere non sarebbe cisnormativo".
Un concetto correlato è quello del cisgenderismo (noto anche come cissexismo), definito da Erica Lennon e Brian J. Millster che scrivono per Transgender Studies Quarterly come "l'ideologia culturale e sistemica che nega, denigra o patologizza le identità di genere autoidentificate che non si allineano con il genere assegnato alla nascita, così come con il comportamento, l'espressione e la comunità risultanti". Il cisgenderismo è stato proposto come concetto alternativo alla transfobia, con l'intenzione di focalizzare l'attenzione su un'ideologia sistemica, piuttosto che su una "fobia" individuale. Ciò trae origine dalla precedente distinzione tra eterosessismo e omofobia. Secondo The SAGE Encyclopedia, la cisnormatività è una forma di cisgenderismo.

## Manifestazioni
Secondo l'articolo del JANAC del 2009, "Le ipotesi cisnormative sono così diffuse che all'inizio è difficile persino riconoscerle", e "la cisnormatività plasma l'attività sociale come l'educazione dei figli, le politiche e le pratiche degli individui e delle istituzioni e l'organizzazione del mondo sociale più ampio". Le persone cisgender, in particolare gli uomini, che seguono le norme cisnormative sono privilegiate rispetto alle persone che non lo fanno, in particolare le persone non binarie. La cisnormatività può anche influenzare le persone cisgender che non si conformano ai ruoli di genere.

### Misgendering
Nel linguaggio, la cisnormatività può causare la cancellazione delle identità delle persone transgender, o evidenziarle come separate dalle persone cisgender. Il misgendering, l'atto di riferirsi a una persona transgender in un modo incoerente con la sua identità di genere, è una manifestazione di cisnormatività. La cisnormatività è presente nel modo in cui le persone cisgender vengono definite senza qualificazione come "uomini" o "donne", mentre gli individui trans vengono spesso definiti costantemente uomini o donne trans, indipendentemente dal contesto. Vale a dire, essere cisgender è considerato normale, mentre essere trans richiede chiarimenti. In questo modo, la cisnormatività "impedisce la possibilità di esistenza trans o visibilità trans". Serano suggerisce la cisnormatività come la causa principale della cancellazione trans, per cui le esperienze delle persone transgender vengono rese invisibili agli occhi del pubblico. Influenzate dalla cisnormatività, le persone possono interpretare la società e le sue istituzioni come prive di persone transgender, anche se la varianza di genere è una caratteristica comune in tutta la storia.

### Interazioni con le istituzioni
The SAGE Encyclopedia of Trans Studies cita come esempi di cisnormatività nella legislazione le leggi che impongono diagnosi di salute mentale per ricevere trattamenti di affermazione di genere o per far riconoscere legalmente il proprio genere, e le leggi che richiedono che una persona trans venga sterilizzata prima di poter cambiare il proprio genere legale. I sistemi amministrativi cisnormativi impongono e trattano come importanti sistemi di genere binari che sono inadatti alle persone transgender e causano sia ipervisibilità che cancellazione. Ciò può essere particolarmente problematico per i migranti transgender. La cisnormatività può contribuire ed essere informata da visioni colonizzatrici ed etnocentriche quando realtà biologiche e norme sociali vengono confuse. Informa anche gli attacchi al campo degli studi di genere, al movimento anti-genere e al femminismo radicale trans-esclusivo.

### Istruzione
La cisnormatività è prevalente nelle scuole. Le scuole spesso dividono gli studenti in generi binari e perpetuano l'idea che ragazzi e ragazze abbiano rispettivi insiemi di "attributi, attitudini, capacità e desideri" reciprocamente esclusivi. La cisnormatività nelle scuole privilegia i cisgender e stigmatizza i bambini transgender. Le politiche scolastiche possono cancellare le persone transgender, ad esempio tramite procedure amministrative, regole uniformi, disposizioni dei bagni e programmi scolastici. Le microaggressioni motivate dalla cisnormatività, così come il bullismo e le molestie, sono ben documentate nelle scuole. I tipi di violenza cisnormativa subiti dagli studenti transgender includono abusi verbali e fisici e molestie sessuali. Questi fattori sono stati collegati al peggioramento della salute emotiva e psicologica, alla ridotta capacità di partecipare a scuola, così come all'aumento dello stress tra gli studenti transgender. Anche le persone transgender vengono spesso escluse dall’educazione sessuale e molte non hanno accesso a informazioni sulla salute sessuale che includano anche le persone transgender.

### Passing
Strategie come il passing (quando qualcuno è percepito come un genere con cui si identifica o sta cercando di essere visto, piuttosto che come il sesso assegnato alla nascita) o il "going stealth" (non dire alle persone che si è transgender) possono essere utilizzate dalle persone transgender per evitare gli svantaggi portati dalla cisnormatività sul posto di lavoro. Le persone non binarie possono adottare pronomi di genere preferiti che si adattano alla cisnormatività per lo stesso scopo. Queste strategie riducono la discriminazione, ma perpetuano anche ulteriormente la cisnormatività.

### Assistenza sanitaria
I sistemi sanitari cisnormativi privilegiano le esigenze delle persone cisgender rispetto a quelle delle persone transgender. Le donne trans sono doppiamente colpite, sia dalla cisnormatività che dal privilegio maschile nell'assistenza sanitaria. L'aspettativa di superare il test in contesti medici è un prodotto della cisnormatività e la rafforza. In psichiatria, le persone transgender possono essere patologizzate, come risultato di una concezione cisnormativa del genere. Ciò si traduce nel fatto che le persone transgender vengono trascurate o invalidate nella ricerca medica e psicologica, e tale ricerca ha persino tentato di giustificare la terapia di conversione contro le persone transgender. La tipologia di transessualismo di Blanchard è stata criticata come cisnormativa.
La cisnormatività causa anche la cancellazione della transessualità nel contesto dell'assistenza sanitaria, tanto che le istituzioni mediche non sono pronte a curare i pazienti transgender. Quando un paziente trans cerca aiuto, viene visto come un'anomalia che sconvolge il sistema. Gli operatori sanitari spesso mancano di istruzione e quindi di consapevolezza sugli argomenti transgender, il che li rende impreparati a curare le persone transgender. Nel 2015, il 24% degli intervistati transgender negli Stati Uniti ha dichiarato di dover istruire gli operatori sanitari sulla salute transgender. Le persone transgender spesso si sentono sgradite nei reparti o nelle cliniche suddivise in base al sesso e alcune riferiscono di essere state completamente respinte dai medici o di essere state invitate a cercare aiuto altrove dopo aver rivelato di essere transgender. Le esperienze passate o previste nei sistemi sanitari cisnormativi fanno sì che alcune persone transgender evitino l'assistenza sanitaria. Secondo il rapporto Trans Lives Survey del 2021, il 57% degli intervistati nel Regno Unito ha evitato di vedere un medico quando era malato. Alcune persone transgender evitano inoltre di rivelare il loro stato transgender ai medici per paura di maltrattamenti; ciò può causare ulteriori problemi dovuti a trattamenti inappropriati o alla rivelazione involontaria del sesso del paziente durante l'esame.

### Transmedicalismo
Tra le persone transgender, la cisnormatività può portare a una transfobia interiorizzata, e influenzare chi è considerato autenticamente transgender e chi non lo è. Alcune persone transgender limitano chi considerano transgender in base a criteri cisnormativi come l'esperienza o la diagnosi di disforia di genere, o il desiderio di determinati tipi di cure che affermano il genere. Altri rifiutano la cisnormatività concentrandosi sull'autoidentificazione come criterio per essere trans. L'identità di genere di una persona può essere collegata all'entità dei suoi atteggiamenti cisnormativi. Gli uomini "cis" sono più coinvolti nella cisnormatività rispetto alle donne "cis", che hanno maggiori probabilità di essere aperte alla fluidità di genere, e le persone transgender hanno una consapevolezza più critica della cisnormatività rispetto alle persone cisgender.

### Persone non binarie
Le persone non binarie come gruppo sono più stigmatizzate di molte altre identità LGBT. La cisnormatività può ispirare atteggiamenti negativi verso le identità non binarie, come l'idea che dovrebbero "semplicemente scegliere" o la mascolinità o la femminilità. La fluidità di genere può confondere sia le persone cisgender che quelle transgender, portando ad atteggiamenti negativi. Gli uomini cis potrebbero essere più propensi a mostrare tali opinioni, poiché viene loro concessa meno libertà per quanto riguarda i ruoli di genere rispetto alle donne cis.

## Intersezionalità con altre forme di oppressione
La letteratura accademica identifica la cisnormatività come intersezionale con l’endosessismo, il sessismo, l’eterosessismo, la cancellazione bisessuale (la tendenza a ignorare, rimuovere, falsificare o rispiegare le prove della bisessualità), il classismo, il razzismo, l’ageismo e il nazionalismo. La cisnormatività contribuisce al patriarcato fornendo una rigida divisione delle persone in generi e ruoli di genere.

La cisnormatività appare spesso insieme all'eteronormatività. Secondo Judith Butler, la visione dominante del genere presuppone una "continuità causale tra sesso, genere e desiderio". Nel 2012, la sociologa Meredith Worthen ha coniato il termine etero-cis-normatività per questo fenomeno:
Identifico l'etero-cis-normatività come un sistema di norme, privilegi e oppressione che organizza il potere sociale attorno all'identità sessuale e all'identità di genere, per cui le persone eterosessuali cisgender sono situate al di sopra di tutte le altre e, quindi, le persone LGBTQ sono in una posizione di svantaggio sistemico. 
Secondo Worthen, l’etero-cis-normatività è un modello per spiegare l’antipatia verso le persone LGBT, e la transfobia può esserne un sintomo.